# MP-68
 (décembre 2021).
Si vous disposez d'ouvrages ou d'articles de référence ou si vous connaissez des sites web de qualité traitant du thème abordé ici, merci de compléter l'article en donnant les références utiles à sa vérifiabilité et en les liant à la section « Notes et références ».
 (décembre 2016).
Le contenu est difficilement compréhensible vu les erreurs de traduction, qui sont peut-être dues à l'utilisation d'un logiciel de traduction automatique.
Le MP-68 (Matériel roulant sur Pneumatiques 1968) est un matériel roulant sur pneumatiques utilisé dans le métro de Mexico sur les lignes 5 et B du Métro de Mexico. Soixante trains furent livrés. Ce fut un dérivé des rames parisiennes MP 59.
Ce modèle fiable, bien qu'étant le plus ancien sur le métro de Mexico, circule toujours aujourd'hui. Alstom s'en est servi de base pour les livraisons qui suivirent sur le réseau.

### Lignes aggravées
- Línea (1969-1994, CAF:2000-2020-R96-2021-2022-présenter)
- Línea (1970-1985 R93:2011-2015 R96-2022-2023-présenter)
- Línea (1970-1981 R93:2016-2017 R96-2017-2021-présenter)
- Línea (1981-1985 R93:2012-2018-présenter)
- Línea (1981-1993 R93-R96:Desde 2008)
- Línea (1983-1994 R93:2015-2017 et 2020-présenter)
- Línea (1984-1999, R96:1999-2005-2019, R93:2007-2019)
- Línea R96:2017-2029)
- Línea (1987-1996 R93:1996-2008 et 2021-présenter)
- Línea (R96:Desde 1999, R93:Desde 2008)